# Tamora Pierce
Tamora Pierce (født 13. december 1954) er en populær amerikansk fantasy-forfatter. Hun er kendetegnet ved som regel at have en stærk heltinde som omdrejningspunkt i sine historier, dette er tilfældet bl.a. i alle hendes Tortall-bøger.
Pierce skriver fantasy-bøger i to universer, der på mange måder minder om hinanden, men som stadig er forskellige. Bøger der foregår i det samme univers kan have fælles personer og historie. F.eks. optræder hovedpersonen i Alanna også i Page på prøve, begivenheder der finder sted i Gudernes rige bliver omtalt i Balors nål osv.

## Fantasy-bøger af Tamora Pierce

### Tortall-universet
Tortall er navnet på et land i det fiktive univers, hvor serierne om Alanna, Daine, Keladry, Alianne og Beka finder sted. Hovedstaden i landet er Corus, som ligger i den vestlige del nær ved Smaragdhavet. Mod nord befinder landet Scanra sig – et vildt og barbarisk land, som Tortall har været i krig med gentagne gange. Øst for Tortall ligger Galla, Tusaine og Tyra og længere væk, Maren, Sarain og bjergkæden Verdens Tag.
Ørkenlandet Carthak ligger syd for Tortall på den anden side af Indlandshavet og ude i Smaragdhavet ligger Kobberøerne og Yamaniøerne.
Historierne i Løvindens datter tager sit udgangspunkt i stridigheder på Kobberøerne, mens Gravheksens gave foregår i Carthak.

#### The Provost's Dog
Trilogien foregår ca. 200 år før handlingen i Løvindens sang
1. Terrier – (udgivet i 2006)
  1. Duernes hvisken (1. del af Terrier) – (på dansk i 2007)
  2. Duernes råb (2. del af Terrier) – (på dansk i 2007)
2. Bloodhound – (udgivet i 2009)
  1. De falske mønter (1. del af Bloodhound) – (på dansk i 2010)
  2. Tyvedronningen (2. del af Bloodhound) – (på dansk i 2010)
3. Mastiff – (udgivet i 2011)
  1. Sammensværgelsen (1. del af Mastiff) – (på dansk i 2013)
  2. Forræderen (2. del af Mastiff) – (på dansk i 2013)

#### Løvindens sang (The Song of the Lioness)
1. Alanna (Alanna – The First Adventure) – (udgivet: 1983) (på dansk: 1991)
2. I Gudindens hånd (In the Hand of the Goddess) – (udgivet: 1984) (på dansk: 1992)
3. Kvinden der rider som en mand (The Woman Who Rides Like a Man) – (udgivet: 1986) (på dansk: 1992)
4. Den springende løvinde (Lioness Rampant) – (udgivet: 1988) (på dansk: 1992)

#### De udødelige (The Immortals)
1. Vild magi (Wild Magic) – (udgivet: 1992) (på dansk: 1998)
2. Ulvepigen (Wolf-speaker) – (udgivet: 1994) (på dansk: 1998)
3. Gravheksens gave (The Emperor Mage) – (udgivet: 1995) (på dansk: 1999)
4. Gudernes rige (The Realms of the Gods) – (udgivet: 1996) (på dansk: 1999)

#### De svages beskytter (The Protector of the Small)
1. Page på prøve (First Test) – (udgivet: 1999) (på dansk: 2001)
2. Balors nål (Page) – (udgivet: 2000) (på dansk: 2001)
3. Prøvelsen (Squire) – (udgivet: 2001) (på dansk: 2002)
4. Ridder Keladry (Lady Knight) – (udgivet: 2002) (på dansk: 2003)

#### Løvindens datter (Daughter of the Lioness)
1. Slyngelgudens valg (Trickster's Choice) kap 1-9 – (udgivet: 2003) (på dansk 2005)
2. Slyngelgudens plan (Trickster's Choice) kap 10-16 – (udgivet: 2003) (på dansk 2005)
3. Kobberøernes oprør (Trickster's Queen) (udgivet: 2004) (på dansk 2006)
4. Kobberøernes kamp (Trickster's Queen) (udgivet: 2004) (på dansk 2006)

#### Planlagte Tortall univers bøger
Bøgerne er ifg. forfatteren under udvikling, titler og udgivelsesår er derfor ikke endelige
1. Numair: The Early Years – (planlagt til udgivelse efter 2012)

Numairs fortælling # 1 venner og fjender (udgivet 2018) 
Numairs fortælling # 2 uvejr og blodbad (udgivet 2018)
1. unavngivet bog om Maura af Dunlath – (planlagt til udgivelse efter 2012)

### Magiens cirkel-universet

#### Magiens cirkel (The Circle of Magic)
1. Spiralcirklens tempel (Sandry’s Book) – (udgivet: 1997) (på dansk: 2000)
2. Vejrheksen (Tris’s Book) – (udgivet: 1998) (på dansk: 2000)
3. Ildsmeden (Daja’s Book) – (udgivet: 1998) (på dansk: 2000)
4. Plantetroldmanden (Briar’s Book) – (udgivet: 1999) (på dansk: 2001)

#### Cirklen åbnes (The Circle Opens)
1. Magiske trin (Magic Steps) – (udgivet: 2000) (på dansk: 2002)
2. Stenmagi (Street Magic) -	(udgivet: 2001) (på dansk: 2002)
3. Mordbrænderen (Cold fire) – (udgivet: 2002) (på dansk: 2003)
4. Glasdragen (Shatterglass) – (udgivet: 2003) (på dansk: 2005)

#### Cirklen gendannes (The Circle Reforged)
1. The Will of the Empress – (udgivet: 2005)
  1. Kejserindens vilje (1. del af The Will of the Empress – (udgivet: 2005) (på dansk: 2008)
  2. Kejserindens vrede (2. del af The Will of the Empress – (udgivet: 2005) (på dansk: 2008)
  3. Stensmelterne (Melting Stones) (2. bog i cirklen gendannes - (udgivet: 2008) (På dansk: 2009)
  4. Battle Magic (3. bog i cirklen gendannes - (udgivet: 2013)

#### Noveller
1. Plain Magic – (udgivet: 1999) (udgivet i Flights of Fantasy) (ikke oversat til dansk)
2. Testing – (udgivet: 2000) (udgivet i Lost and Found) (ikke oversat til dansk)
3. Elder Brother – (foregår i Tortall-universet) (udgivet: 2001) (udgivet i Half Human) (ikke oversat til dansk)